# سیبیل (پیشگو)
سیبیل (αἱ Σῐ́βυλλαι) در یونان باستان پیامبر اعظم یا پیشگو یا وخشور بودند. سیبیل‌ها در مکان‌های مقدس پیشگویی می‌کردند. پوسانیاس (جغرافی‌دان) زمانی که او سنت‌های محلی را در نوشته‌های خود از قرن دوم پس از میلاد توصیف می‌کرد، قدمت یک سیبیل در دلفی (شهر) را به قرن یازدهم قبل از میلاد می‌رساند. در ابتدا، به نظر می‌رسد که تنها یک سیبیل وجود داشته‌است.